# Kukuruzni put
Kukuruzni put je naziv za zemljani put koji se nalazi zapadno od grada Vukovara u istočnoj Slavoniji. Tijekom bitke za Vukovar u kasno ljeto i jesen 1991., bio je jedini put koji je spajao grad s teritorijom pod kontrolom hrvatske vojske. Jedino tim putem je do opkoljenog Vukovara stizala humanitarna i medicinska pomoć, ali i oružje i vojnici. Važan strateški značaj je imao tri mjeseca; od rujna do studenoga 1991.
Zahvaljujući tome što je bio okružen kukuruznim poljima, sva tehnika koja je putovala iz sela Bogdanovci prema vukovarskoj četvrti Lužac, bila je dobro skrivena od pogleda Jugoslavenske narodne armije, koja je imala pod kontrolom gotovo cijelu okolinu Vukovara. JNA je dugo vremena bezuspješno pokušavala blokirati put, ponekad su prolazeći konvoji bili napadani. Put "spasa" postaje od iznimne važnosti nakon 25. kolovoza 1991. godine kada JNA tenkovima i vojskom blokira vukovarsku obilaznicu. Od tog datuma Kukuruzni put (pa sve do 1.10 i pada Marinaca) postaje jedina "cesta" koja je spajala Vukovar sa ostatkom Hrvatske.
19. listopada 1991. agresor uspijeva presjeći Kukuruzni put, te time Bogdanovce stavlja u potpuno okruženje.
Za hrvatsku stranu, ova veza je postala simbolom otpora jugoslavenskim snagama. Tijekom ratnih godina snimljen je dokumentarni film, a kasnije je objavljen niz publikacija.